# Emilio Castelar
Emilio Castelar y Ripoll (Cádiz, 1832. szeptember 7. – San Pedro del Pinatar, 1899. május 25.) spanyol politikus és író.

## Élete
A madridi egyetemen jogot, majd filozófiát és irodalomtörténetet tanult. Korán részt vett hazája politikai mozgalmaiban, noha hajlamai inkább az irodalom és történelmi tanulmányok felé vonták. Több demokratikus irányú lapnak volt munkatársa, 1864-ben megindította La Democracia címmel lapját, amelyben a Bourbonok önkényes uralma és a szocializmus ellen harcolt. Majd a madridi egyetemen a történelem és a filozófia tanára lett, és itt gyönyörű előadásaival nagy hatást gyakorolt az ifjúságra. 
Mint a cortes tagja, egész lángeszével, ékes, elragadó szónoki erővel küzdött republikánus elvei mellett. A kormány ellen intézett heves támadásai miatt 1865-ben elmozdították tanári állásától, s mivel 1866-ban részt vett a madridi forradalomban, menekülésre kényszerítették és távollétében halálra is ítélték. Az 1868-iki szeptemberi forradalom alkalmával Castelar visszatért Spanyolországba, ahol Orense-vel és Pierrad-dal a köztársaság és a vallásszabadság mellett küzdött és teljes erejével arra törekedett, hogy valamennyi újlatin népet szövetkezésre bírja.
I. Amadé spanyol király lemondása után, 1873. február 11-én a Figueras-kormányban Castelar a külügyminiszteri tárcát vállalta el és így a republikánusok megvalósíthatták eszményüket, a szövetségi köztársaságot. A hadsereg szervezetlen volta azonban teljes fejetlenséget idézett elő és Figueras, Py y Margall és Salmeron egymásután mondtak le, így amikor Castellart a cortes elnökének választották meg, a nemzeti egységet, a hadsereg fegyelmének szigorítását, a rend helyreállítását mint elengedhetetlen követelményeket sürgette. 1873. szeptember 7-én Castelart a végrehajtó hatalom elnökének választották meg és rendkívüli diktátori hatalommal ruházták fel. E minőségében erélyesen folytatta a háborút a karlisták ellen, és a föderálisták felkeléseit elnyomni igyekezett. 
Mivel hazája érdekében sok tekintetben elveivel ellenkező értelemben cselekedett, a republikánusok elveinek feladásáról vádolták és amikor 1874. január 2-án egy indítványát 120 szavazattal 100 ellenében elvetették, rögtön beadta lemondását. Pavia ezredes államcsínyje után Castelar egy időre visszavonult a politikai élettől és a külföldön tartózkodott. Amikor XII. Alfonz spanyol király alatt ismét a cortes tagja lett, a többség monarchikus érzelme miatt szavai és izgatásai hiábavalók voltak. Később ismételten megválasztották a cortesbe, ahol a mérsékelt köztársaságiak vezére volt. 
Minden alkalmat megragadott, hogy az általános szavazatjog, sajtószabadság, vallásszabadság, polgári házasság stb. mellett szót emelhessen, amelyeknek megvalósulását nem erőszaktól, hanem a demokratikus eszmék és erkölcsök haladásától várta. 1893 augusztusában végleg visszavonult a politikai élettől.

## Művei
Castelar nemcsak mint politikus és szónok, hanem mint író és publicista, történész, bölcselő is fényes helyet foglal a spanyol irodalomban. E téren szerzett érdemei révén a spanyol akadémia 1879. tagjává választotta. 
Főbb munkái: 
- La civilisación en los cinco primeros siglos del cristianismo (A művelődés a kereszténység első öt századában, Madrid 1865). E műből két fejezetet: Az ókori és a klasszikus művészet címen magyarra fordított: Szathmáry György (Budapest 1893); Questiones politicas y sociales (1870);
- Vida de Byron (1873); magyarra fordította: Várnai Géza (1875)
- Miscelanea de religion, de arte y de politica (1874)
- Historia de movimiento republicano en Europa (1874)
- Estudios históricos sobre la edad media (Középkori történeti tanulmányok) (1875)
- Recuerdos de Italia 1876)
- Ensayos literarios (1880)
- La Rusia contemporanea (1881)
- Tragedias de la historia (1883) stb.
- Historia de un corazón (Egy szív története) című regénye a világirodalom egyik remeke; magyarra fordította: Beksics Gusztáv (Budapest 1874)

Castelarnak a Köztársaság mellett tartott híres beszéde megjelent a Hon 1869-iki évfolyamában, Szilágyi Emil fordításában. Beszédeit magyarra ford. Szathmáry György (Budapest 1875: ). Magyar fordításban ezen kívül: A művészet, vallás és természet Olaszországban Szathmáry Györgytől (Budapest 1874). E könyv előszavában a fordító közli Castelar életrajzát.

## Magyarul
- Emil Castelar beszéde a köztársaság érdekében; Noséda Ny., Pest, 1869
- Egy szív története 1-2.; ford. Beksics Gusztáv; Athenaeum, Bp., 1874 (Szépirodalmi házi könyvtár)
- Emil Castelar beszédei; ford. Szathmáry György; Athenaeum, Bp., 1875
- Lord Byron élete; ford. Várnagy Géza; Aigner, Bp., 1876 (Magyar könyvesház)
- Ricardo; ford. Beksics Gusztáv; Légárdy, Bp., 1878
- A római műveltség és a klasszikus művészet; ford. Szathmáry György; Lampel, Bp., 1892